# نظریه کسب

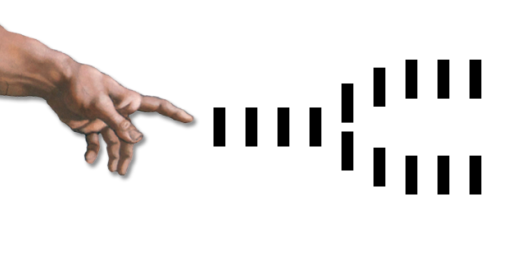
نمایش بصری یک شکاف در یک زنجیره علی

نظریه کسب (به انگلیسی: Occasionalism) یا سبب‌گرایی یک نظریهٔ فلسفی دربارهٔ علیت است. مطابق این دیدگاه، ماده (و ذهن) علل واقعی رویدادها نیستند. همه رویدادها به وسیله قدرت برتر (خدا) پدید آمده‌اند. تعاقب دائمی علت و معلول از این رو است که هر گاه علت واقع می‌شود، زمینه‌ساز معلول است و معلول در آن ظرف به وسیله قدرت برتر ایجاد می‌شود.
مقارنه‌گرایی عبارت است از نفی رابطه علیت و نشاندن اراده و فعل خدا در جای آن، که دستاورد مهم فیلسوفان دکارتی (از دکارت تا لایب‌نیتس) محسوب می‌شود.
یکی از انگیزه‌های این دیدگاه پایبندی به دوگانه‌انگاری در مسئله ذهن و بدن است. بنابر دوگانه‌انگاری رابطه علی دو طرفه میان ذهن و بدن قابل تبیین نیست؛ اصالت علت موقعی برای گریز از این اشکال هیچ‌یک از ذهن و بدن را علت واقعی قلمداد نمی‌کند.

## مالبرانش و ارادهٔ خدا
مالبرانش با ارائهٔ این آموزه تلاش کرد تا بر شکافی که میان مسئلهٔ روح-کالبد در تفکر دکارتی وجود داشت فائق آید. مشکل چکونگی تأثیر روح و کالبد بر یکدیگر با وجود جوهر کاملاً متمایز آن دو بود. مداخلهٔ خدا امکان چنین تأثیر متقابلی را میان روح و کالبد رد می‌کند. مالبرانش می‌نویسد: «ما علل طبیعی حرکت بازوی خود هستیم اما علل طبیعی به‌هیچ‌وجه علل حقیقی نیستند. آن‌ها فقط علل به‌موقع‌اند و فقط از طریق قدرت و اثر ارادهٔ خداوند عمل می‌کنند.»

## آموزهٔ اشعری
برخی مقارنه‌گرایی را معادل نظریهٔ اشاعره در رد علیت می‌دانند. برطبق این ایده، خداوند با خواست و ارادهٔ خود عالم را لحظه‌به‌لحظه اداره می‌کند. در این دیدگاه، اعمال انسانها مخلوق است. هر عمل از دو عامل برمی‌خیزد: یکی خدا که خالق عمل است، و دیگری انسان که عاملیت‌اش را «کسب» می‌کند. خدا در مورد اعمال انسانی دارای عاملیتی است که انسان در واقعیت به شکل عامل آنرا به اجرا می‌گذارد.
اندیشه مقارنه‌گرایی در کلام اشعری نیز به عنوان اندیشه‌ای محوری و مرکزی حضور دارد و پایه طبیعیات و حتی الاهیات آنهاست. اشاعره با طرح نظریه «عادت‌الله»، قانون «العرض لایبقی زمانین»، ماهیت عرضی نفوس، سببیت خدا در معرفت و نظریه «کسب»، در واقع اراده و فعل الاهی را جایگزین رابطهٔ علیت می‌کنند. این مقاله در نظر دارد با اخذ ساختار و ادبیات فلسفی دکارتیان، اندیشه مقارنه‌گرایانه کلام اشعری را عرضه کند. چهار ساحت طبیعت، رابطه نفس و بدن، معرفت انسان و اختیار انسان، زمینه‌های مناسبی برای مطالعهٔ مقارنه‌گرایی در مکتب دکارتی و اشعری است.

## پانوشت‌ها
1. ↑  «سیر تاریخی نظریه کسب». پرتال جامع علوم انسانی. دریافت‌شده در ۲۰۲۵-۰۶-۲۵.
2. ↑  منفرد, افسانه (1373-01-02). "سیر تاریخی نظریه کسب". تحقیقات اسلامی. 33–34 (9): 17–34. {{cite journal}}: Check date values in: |date= (help)
3. ↑  محمد حسن قدردان قراملکی; قراملکی, علی قدردان (1402-10-20). "هفت رهیافت از نظریه کسب و تحلیل آن". فصلنامه پژوهش‌های اعتقادی کلامی (به Farsi). 6 (21). {{cite journal}}: Check date values in: |date= (help)نگهداری یادکرد:زبان ناشناخته (link)
4. ↑  آشوری، داریوش (۱۳۹۲). فرهنگ علوم انسانی (ویراست سوم). تهران: نشر مرکز. ص. ۳۰۳.
5. ↑  کاسیرر: ۱۳۸۲، صص ۱۱۲–۳، به‌نقل از پاورقی مترجم
6. ↑  توبی هاف
7. ↑  پورمحمدی، نعیمه؛ طاهری، سید صدرالدین: مقارنه‌گرایی (اکازیونالیزم) در مکتب دکارتی و اشعری. در: پژوهش‌های ادیانی. مقاله ۲، دوره ۱، شماره ۱، تابستان و پاییز ۱۳۹۲، صفحه ۳۱–۴۹.